# Psychotria gossweileri
Psychotria gossweileri är en måreväxtart som beskrevs av Ernest Marie Antoine Petit. Psychotria gossweileri ingår i släktet Psychotria och familjen måreväxter. Inga underarter finns listade i Catalogue of Life.